# بات برادي (سياسي)
بات برادي (بالإنجليزية: Pat Brady)‏ هو سياسي أمريكي، ولد في 8 أبريل 1961 في بلومنجتون في الولايات المتحدة. حزبياً، نشط في الحزب الجمهوري.